# Томашек, Вильгельм
Вильгельм Томашек (Вилем; 1841—1901) — географ и ориенталист.
Профессор в Граце, потом в Вене. Более крупные работы Томашека печатались в «Sitzungsberichte» историко-филологического отделения Венской академии наук:
- «Ueber Brumalia u. Rosalia nebst Bemerkungen über den hessischen Volksstamm» (т. 60), «Centralasiatische Studien» (т. 87 и 96);
- «Zur Kunde der Hämushalbinsel» (т. 99 и 113),
- «Zur historischen Topographie von Persien» (т. 102),
- «Kritik der ältesten Nachrichten über den skythischen Norden» (т. 116 и 117),
- «Topographische Erläuterungen der Küstenfahrt Nearchs» (T. 121),
- «Die alten Thraker» (т. 128, 130, 131),
- «Zur historischen Topographie von Kleinasien im Mittelater» (т. 124),
- «Sasun und das Quellengebiet d. Tigris. I. Geschichtliches über Sasun» (т. 133).

Кроме второй части «Centralasiat. Studien», посвященной памирским диалектам (с целью доказать, что у среднеазиатских горцев основные признаки иранских диалектов сохранились в большей чистоте, чем у подвергшихся семитическому влиянию мидян и персов), все эти труды посвящены историко-географическим вопросам.
Кроме того, Томашек снабдил предисловием изданный Венским географическим обществом (в 1897 г.) труд «Die topographischen Capitel des indischen Seespiegels Mohit»; в 1898 г. поместил в юбилейном сборнике (Festschrift) в честь Киперта статью: «Historisch-topographisches vom obern Euphrat und aus Ost-Kappadokien». Член-корреспондент СПб. АН c 03.12.1883 по отделению русского языка и словесности.